# Joseph Bernhardt
Joseph Nepomuk Bernhardt (* 15. September 1805 in Theuern bei Amberg; † 12. März 1885 in München) war ein deutscher Porträtmaler.

## Leben
Joseph Bernhardt absolvierte vor 1820 vermutlich eine Lehre als Wappenmaler. Zwischen 1820 und 1827 studierte er Historienmalerei an der Kunstakademie in München. Ab 1825 war er als Musiklehrer tätig, von 1830 bis 1837 als Schüler im Atelier des Hofmalers Joseph Karl Stieler in München. In den 1830er Jahren absolvierte Bernhardt einen Parisaufenthalt. Er war dort Schüler im Atelier von Paul Delaroche. 1837 eröffnete er eine eigene Malschule in München, aus der u. a. die Maler Joseph Resch und Richard Lauchert hervorgingen. Ab den 1840er Jahren bekleidete Bernhardt zahlreiche Ehrenämter und erhielt Auszeichnungen Preußens und Bayerns. 1865 nahm er eine Stelle als Schlossverwalter in Aschaffenburg auf. Von 1883 bis zu seinem Tode war er Pensionär im Schloss Nymphenburg in München.

## Werke (Auswahl)
- König Maximilian II. im Krönungsornat (Ingolstadt, Bayerisches Armeemuseum)
- Porträt Richard Wagners (Privatbesitz, Familie Feustel)
- Porträt König Ludwig II. (Edenkoben/Pfalz, Villa Ludwigshöhe)
- Porträts Angehöriger der Familie v. Ponickau (Privatbesitz)